# 笹井英男
笹井英男 (ささい ひでお) は日本の映画企画・製作者。

## 映画

### 企画
- 非情な銃弾 (1959年)
- 素っ裸の年令 (1959年)
- 香港秘令0号 (1960年)
- 今夜の恋に生きるんだ (1960年)
- 素っ飛び小僧 (1960年)
- 疾風小僧 (1960年)
- 借りは返すぜ (1960年)
- よせよ恋なんて (1960年)
- 都会の空の用心棒 (1960年)
- 都会の空の非常線 (1961年)
- ヨットとお転婆野郎 (1961年)
- 海峡、血に染めて (1961年)
- 紅の銃帯 (1961年)
- 一本杉はなにを見た (1961年)
- 無情の夢 (1961年)
- あすの花嫁 (1962年)
- 殺人者を追え (1962年)
- 大氷原 (1962年)
- 灼熱の椅子 (1963年)
- 夜霧のブルース (1963年)
- 男の紋章 (1963年)
- 波浮の港 (1963年)
- 続男の紋章 (1963年)
- 男の紋章 風雲双つ竜 (1963年)
- 拳銃残酷物語 (1964年)
- 仲間たち (1964年)
- 潮騒 (1964年)
- 若い港 (1964年)
- 鉄火場破り (1964年)
- あゝ青春の胸の血は (1964年)
- 新・男の絞章 度胸一番 (1964年)
- 男の紋章 花と長脇差 (1964年)
- 男の紋章 喧嘩状 (1964年)
- 花咲く乙女たち (1965年)
- 男の紋章 喧嘩街道 (1965年)
- 北国の街 (1965年)
- 涙をありがとう (1965年)
- 男の紋章 流転の掟 (1965年)
- 東京は恋する (1965年)
- 男の紋章　俺は斬る (1965年)
- 高原のお嬢さん (1965年)
- 男の紋章 竜虎無情 (1966年)
- 青春ア・ゴーゴー (1966年)
- 哀愁の夜 (1966年)
- 赤いグラス (1966年)
- 日本仁侠伝　花の渡世人 (1966年)
- 友を送る歌 (1966年)
- 涙くんさよなら (1966年)
- 絶唱 (1966年)
- 北国の旅情 (1967年)
- 二人の銀座 (1967年)
- 夕陽が泣いている (1967年)
- ザ・スパイダースのゴーゴー向う見ず作戦 (1967年)
- 東京ナイト (1967年)
- ザ・スパイダースの大進撃 (1968年)
- 星影の波止場 (1968年)
- 残雪 (1968年)
- ザ・スパイダースの大騒動 (1968年)
- ザ・スパイダースのバリ島珍道中 (1968年)

### 製作
- 霧にむせぶ夜 (1968年)
- 女番長　野良猫ロック (1970年)
- 野良猫ロック　ワイルド・ジャンボ (1970年)
- 野良猫ロック　暴走集団'71 (1971年)
- 伊豆の踊子 (1974年)
- 潮騒 (1975年)
- お姐ちゃんお手やわらかに (1975年)
- 絶唱 (1975年)
- 裸足のブルージン (1975年)
- 花の高2トリオ 初恋時代 (1975年)
- エデンの海  (1976年)
- 風立ちぬ (1976年)
- どんぐりッ子 (1976年)
- 春琴抄 (1976年)
- 泥だらけの純情 (1977年)
- 瞳の中の訪問者 (1977年)
- 霧の旗 (1977年)
- ふりむけば愛 (1978年)
- お嫁にゆきます (1978年)
- 炎の舞 (1978年)
- ホワイト・ラブ (1978年)
- 古都 (1980年)
- この子を残して (1983年)
- 潮騒 (1985年)
- 青春デンデケデケデケ (1992年)